# Lege temporară
În drept, o lege temporară este o lege care își prevede data ieșirii din vigoare sau a cărei aplicare este limitată de natura contextului care a impus adoptarea sa.